# بيل رامزي (لاعب دوري الرغبي)
بيل رامزي (بالإنجليزية: William Ramsey)‏ هو لاعب دوري الرغبي بريطاني، ولد في 1943 في ليدز في المملكة المتحدة.